# Al-ʿAbbās ibn ʿAlī
Al-ʿAbbās ibn ʿAlī (arabisch العباس بن علي, DMG al-ʿAbbās b. ʿAlī; * 15. Mai 647; † 10. Oktober 680 bei Kerbela) war ein schiitischer Märtyrer.

## Geburt, Titel, Familie
'Abbas wurde am 4. Scha'ban im Jahr 26 nach der Hidschra (ungefähr Mai im Jahr 647 nach Christus) in der Stadt Medina geboren. Sein Vater war ʿAlī ibn Abī Tālib, der der erste Imam für die Schiiten und der vierte Kalif für die Sunniten ist. Seine Mutter war Fātima bint Hizam al-Kilabiyya (auch bekannt als Umm al-Banīn, „Mutter der Söhne“), welche 'Ali einige Jahre nach dem Tod seiner ersten Ehefrau Fatima bint Muhammad (Fatima die Tochter des Religionsstifters Mohammad) heiratete. Er hatte drei leibliche Brüder: Abdullah ibn Ali, Dschaʿfar ibn Ali, und ʿUthman ibn Ali. Hussain ibn 'Ali war insbesondere sein Halbbruder, aber er besaß noch weitere Halbgeschwister.
'Abbas ist mehr bekannt unter seinem Beinamen Abul Fadhl und ein weiterer Beiname ist Abu Qasim. Darüber hinaus trug er unter anderem den Ehrentitel „Qamar Bani Hashim“ („Mond der Haschimiten“) und weitere.
Er heiratete Lubaba bint Ubaydullah. Sie hatten gemeinsam zwei Söhne: Fadhl und Ubaydullah. Weitere Quellen geben weitere Söhne an, die Qasim, Muhammad oder Hasan heißen sollen. Zudem hatten sie gemeinsam eine oder zwei Töchter. Es gibt einige Schreine, die man den Nachkommen von 'Abbas zuschreibt, die unter anderem in den Städten Isfahan, Qom und Zandschan liegen.
'Abbas nahm an der Schlacht von Siffin im Jahr 657 n. Chr. teil und es wird über seinen großen Mut in dieser Schlacht berichtet.

## Schlacht von Kerbela
'Abbas war ein treuer Anhänger seines Halbbruders, des dritten schiitischen Imams, Husain ibn 'Ali. Gemäß der Überlieferung gehörte er in der Schlacht von Kerbela  zu den wenigen, die ihm die Treue hielten und an dessen Seite kämpfend getötet wurden. Für diese Treue wird er von den Schiiten als Märtyrer verehrt.
Schiitische Legenden, die über sein Leben berichten, heben seine von Geburt an bestehende besondere Treue zu Husain ibn Ali hervor, sowie dass er neben seinem Vater Ali ibn Abi Talib und seinem Halbbruder Husain ibn Ali, von denen er die Kampfkunst gelernt habe, der stärksten Kämpfer aller Zeiten gewesen sei.

## Vermächtnis

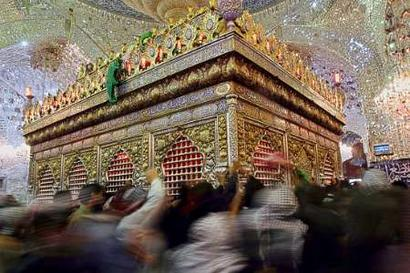
Schrein von 'Abbas ibn Ali in Kerbela

'Abbas starb in Kerbela im heutigen Irak und wurde dort begraben. Heute steht über seinem Bestattungsort die al-Abbas-Moschee und unweit davon liegt der Imam-Husain-Schrein. Der Imam-Husain-Schrein und sein Schrein sind ein wichtiger Pilgerort und werden insbesondere zum Jahrestag des Tages von Aschura und Arba'in von bis über 20 Millionen Menschen aus der ganzen Welt besucht. Es nehmen hauptsächlich Schiiten teil, aber auch Sunniten, Yeziden, Christen und weitere. Dort werden dann verschiedene Trauerzeremonien abgehalten.

Auf dem Berg Tomorr nahe der albanischen Stadt Berat befindet sich ein vermeintliches Grab sowie eine Tekke, die Teqeja e Kulmakut, zu denen jedes Jahr vom 20. bis 25. August bis zu zehntausend Albaner des sufistischen Bektaschi-Ordens pilgern. Abbas Alis Seele ließ sich im Glauben der Bektaschi nach seinem Märtyrertod auf dem Berg nieder, bevor sie in den Himmel stieg.

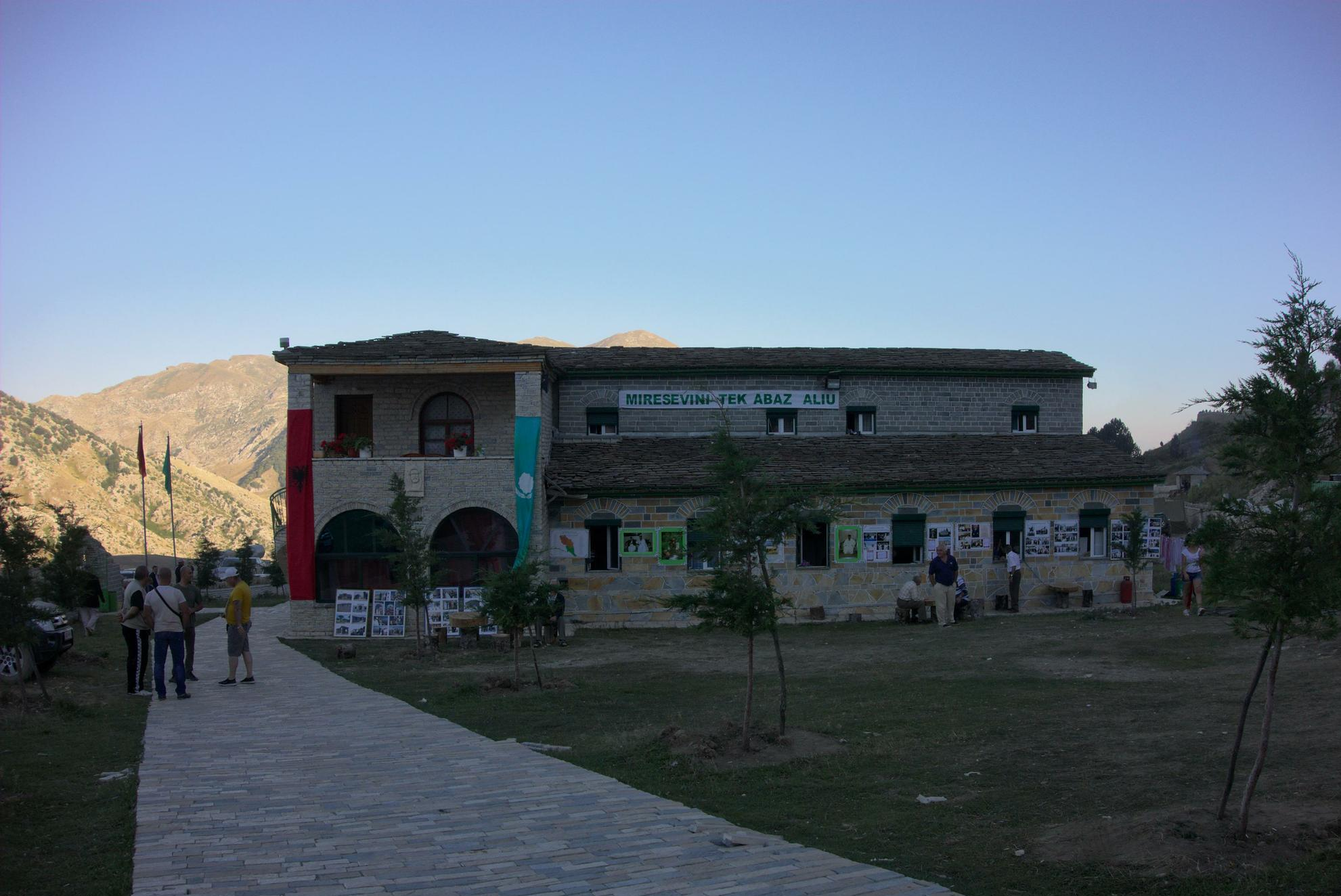
Märtyrer-Grabmal von al-ʿAbbās ibn ʿAlī im Nationalpark Tomorr des Bezirks Berat in Albanien